# Coccochondra laevis
Coccochondra laevis là một loài thực vật có hoa trong họ Thiến thảo. Loài này được (Steyerm.) Rauschert mô tả khoa học đầu tiên năm 1982.